# Reacció de Wurtz
La reacció de Wurtz, que rep el nom de Charles Adolphe Würtz, és una reacció d'acoblament en la química orgànica, química organometàl·lica, i recentment en química inorgànica, on dos halurs alquil reacciona amb el sodi per formar un nou enllaç carboni-carboni:
Es poden fer servir altres metalls, entre ells, la plata, zinc, ferro, coure activat, indi i una mescla de manganès i clorur de coure. La reacció relacionada amb aquesta que es fa amb halurs aril s'anomena reacció de Wurtz-Fittig.
La reacció consta d'intercanvi halogen-metall implicant l'espècie química de radical R• i aleshores la formació de l'enllaç carboni-carboni en una reacció de substitució nucleofílica.
R-X + M → R• + M+X−